# Maniho pumilio
Maniho pumilio là một loài nhện trong họ Amphinectidae. Loài này phân bố ở New Zealand.